# ديفيد سميث (لاعب دوري الرغبي)
ديفيد سميث (بالإنجليزية: David Smith)‏ هو لاعب دوري الرغبي بريطاني، ولد في 1953 في Dewsbury ‏ في المملكة المتحدة.